# پیتر شامونی
پیتر شامونی (آلمانی: Peter Schamoni; ۲۷ مارس ۱۹۳۴ – ۱۴ ژوئن ۲۰۱۱) کارگردان فیلم و فیلم‌نامه‌نویس اهل آلمان بود.
وی کارگردان فیلم‌هایی همچون سمفونی بهار و سال آینده، همان زمان بوده‌است.
شامونی در سال ۱۹۶۶ برنده جایزه بزرگ هیئت داوران (جشنواره فیلم برلین) و در چهل و پنجمین دوره جوایز اسکار نامزد جایزه اسکار بهترین فیلم مستند (کوتاه) شده‌است.